# Cataménie maculée
Catamenia analis
Espèce
Répartition géographique
Statut de conservation UICN

 LC  : Préoccupation mineure
La Cataménie maculée (Catamenia analis) est une espèce de passereau de la famille des Thraupidae, native de la cordillère sud-américaine.

## Répartition et sous-espèces

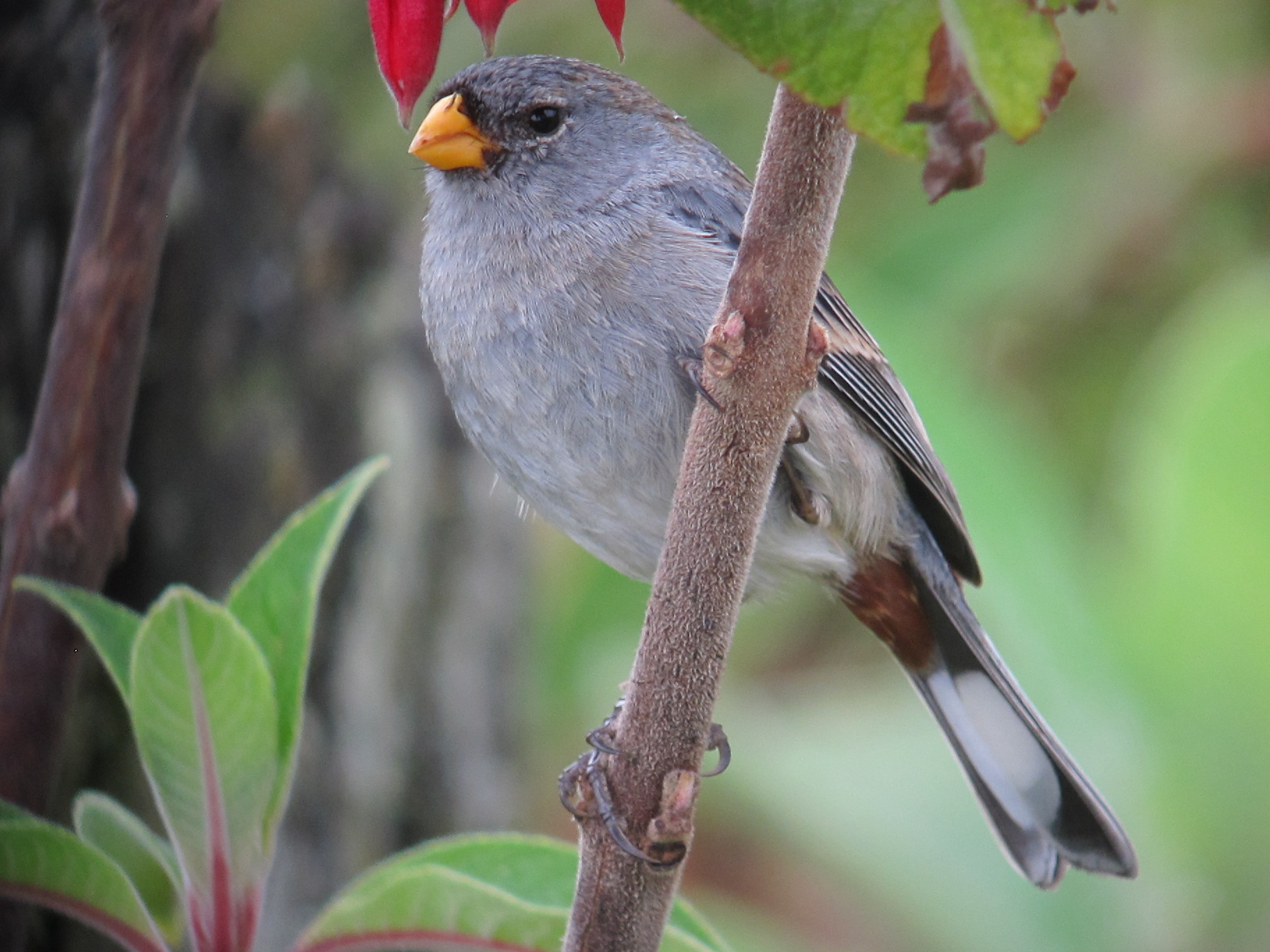
La sous-espèce C. a. schistaceifrons.

Selon la classification de référence du Congrès ornithologique international (15.1, 2025) elle se répartit en sept sous-espèces (ordre phylogénique) :
- C. a. alpica Bangs, 1902 — sierra Nevada de Santa Marta ;
- C. a. schistaceifrons Chapman, 1915 — cordillère Orientale (Colombie) ;
- C. a. soderstromi Chapman, 1924 — cordillère Orientale (Équateur) ;
- C. a. insignis Zimmer, 1930 — cordillère Centrale (Pérou) ;
- C. a. analoides (Lafresnaye, 1847) — cordillère Occidentale (Pérou) ;
- C. a. griseiventris Chapman, 1919 — cordillère Orientale (Pérou) (sud) ;
- C. a. analis (d'Orbigny & Lafresnaye, 1837) — du nord du Chili aux sierras de Córdoba.